# Мапи Фрідріха фон Міґа

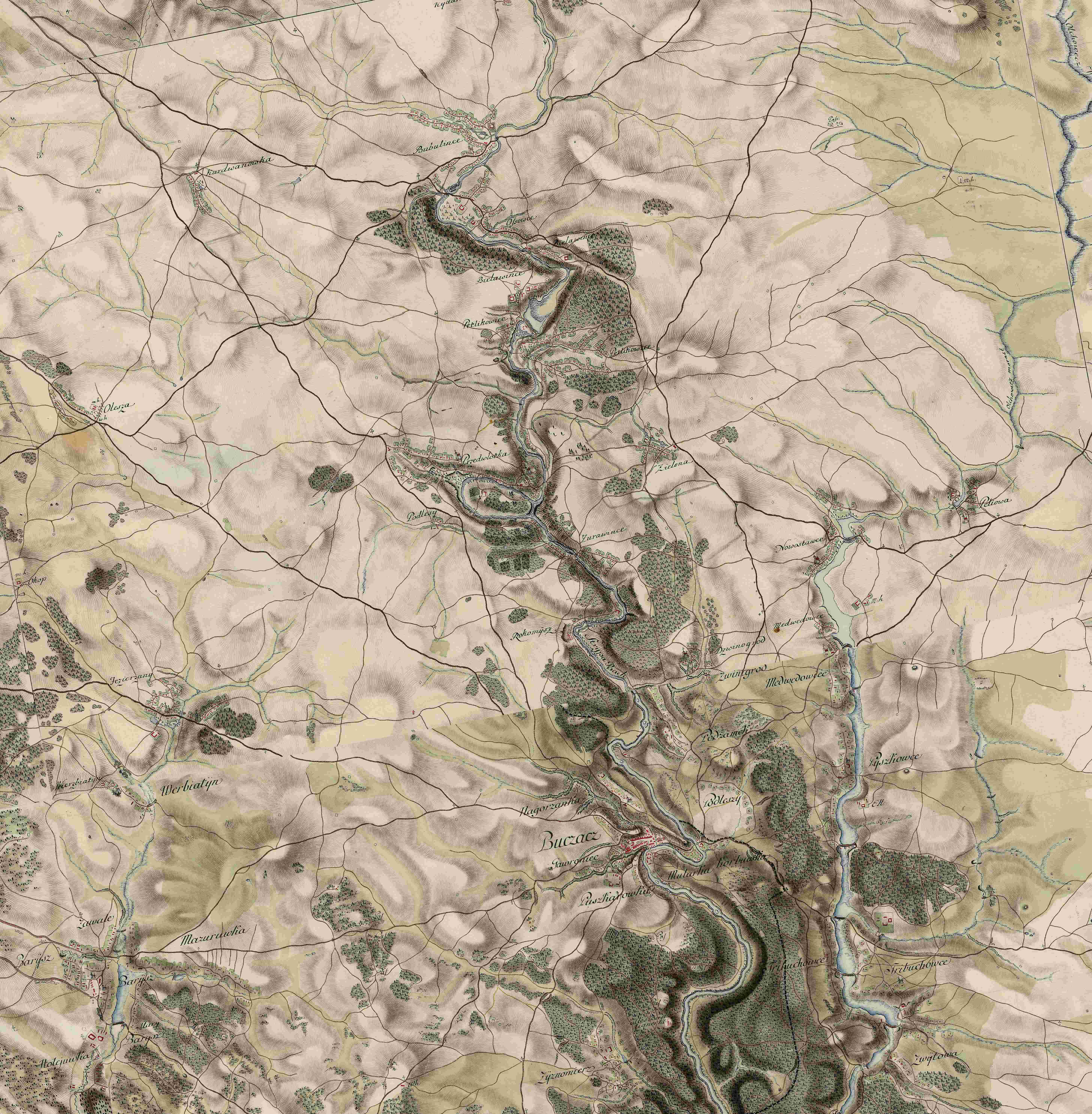
Бучач та околиці на мапі фон Міґа, XVIII ст.

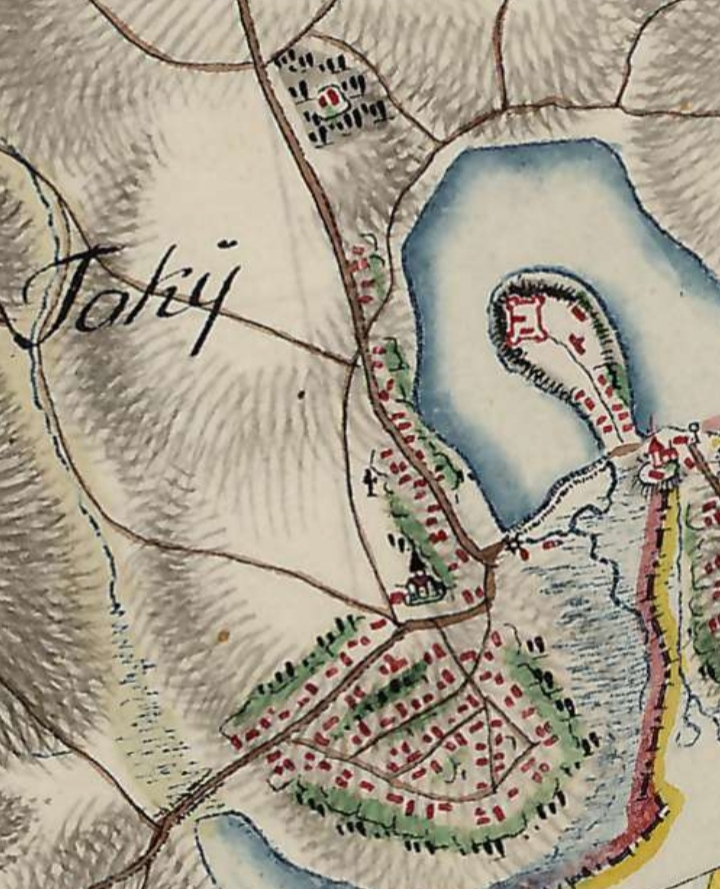
Токівський замок кінець вісімнадцятого століття

Мапи Фрідріха фон Міґа — військово-топографічні мапи Галичини кінця XVIII ст. (1779—1783) зі збірки Йосифінського картографування фондів австрійського Військового архіву. Мірило — 1:28 800. Створені на основі топографічних обмірів Східної Галичини, які розпочали під керівництвом фельдмаршала-генерала Зеегера, продовжив обер-лейтенант Фрідріх фон Міґ (нім. Friedrich von Mieg), у 1783—1787 роках — майор Вальдау.
Один лист мапи охоплює територію 1,6×2,44 милі, або близько 4-х квадратних миль. На мапах є значна частина зниклих у XVIII—ХХ століттях поселень, хуторів, млинів, пасік, корчм та заїжджих дворів. Добре позначені старі ліси, дороги, пагорби, старі русла річок та струмків, болота, які в наш час можуть бути кардинально змінені під час меліоративних робіт, що може допомогти при історичних та будівничих розвідках, визначенні перспективних місць для пошуку монет та інших артефактів.
2006 року у видавництві НУ «Львівська політехніка» вийшла друком книга «„Карта Ф. фон Міґа“ (1779—1782 pp.) як джерело до містознавства Галичини» за авторством професора кафедри історії містобудування НУ «Львівська політехніка» Галини Петришин.
Тепер ця та інші мапи доступні на сайті https://maps.arcanum.com/en/  у відкритому доступі.